# Bogdan Dacko
Bogdan Dacko (ur. 1925, zm. 15 stycznia 1990) – polski żeglarz.
Zainteresowania żeglarskie przejawiał od dzieciństwa, ale profesjonalnie zaczął uprawiać żeglarstwo w 1946 we Wrocławiu. W 1956 został wicemistrzem Polski w żeglarstwie morskim. W 1958 poprowadził pierwszą polską żeglarską wyprawę oceaniczną na trasie ze Świnoujścia poprzez Maderę do Casablanki (4200 mil morskich, 46 dni żeglugi, s/y Joseph Conrad). Był też inicjatorem tego wydarzenia. Rejs pierwotnie miał prowadzić do Jamestown w Wirginii (USA) i uświetniać 350-lecie osadnictwa w Stanach Zjednoczonych, ale został skrócony na polecenie polskich władz komunistycznych. Począwszy od 7 września 1962 poprowadził pierwszy po II wojnie światowej polski rejs przez Atlantyk i 12 lutego 1963 dotarł na slupie typu Conrad II Hermes do Miami. Z tej okazji otrzymał telegram z podziękowaniem od prezydenta USA Johna Kennedyego. W latach następnych odbywał kolejne wyprawy i działał społecznie w szczecińskich jachtklubach.